# Capilla del Santísimo Sacramento (Manila)
La Capilla del Santísimo Sacramento es la principal capilla y la más grande de la Universidad de La Salle en Manila, Filipinas. Está ubicada en un segundo piso del ala sur de la calle La Salle Hall, el edificio más antiguo de la universidad. La capilla fue diseñada en estilo art deco por el arquitecto Tomas Mapua.
La iglesia fue construida en la década de 1930, con símbolos de los hermanos de la Salle.
El 12 de febrero de 1945, durante la liberación de Manila en la cima de la Segunda Guerra Mundial, en la retirada de las tropas japonesas se masacró a 41 civiles en el interior de la capilla, cuando estas intentaban buscar refugio de la batalla en curso, ya que creían que las gruesas paredes del edificio les protegería de todo menos un impacto directo.